# Christiansø Kirke
Christiansø Kirke er en kirke på Christiansø øst for Bornholm. Kirken blev indrettet i 1821 i en tidligere våbensmedje. Indtil da, og siden 1685, havde der været en kirke i Store Tårns nederste etage.
Christiansø Kirke blev ombygget og udvidet i 1852, og ved den lejlighed fik den et orgel, bygget af Frederik Hoffmann Ramus.
Kirken blev igen restaureret i 1928 i nyklassicistisk stil.